# 昆虫形态学
昆虫形态学是昆虫学的一个分支学科，专注于研究昆虫的外部形态特征和内部结构。

## 发展史

### 早期发展
17世纪以来显微镜的发明与显微技术的发展为昆虫形态学研究提供了有力支持，使科学家得以详细观察昆虫的微观结构。
荷兰生物学家扬·斯瓦默丹于1685年出版《昆虫简史》（Historia Insectorum Generalis），书中记录了昆虫的形态与发育研究，是昆虫形态学发展的里程碑。同一时期，意大利解剖学家马尔切洛·马尔皮吉发现了以其名字命名的马氏管（Malpighian tubule）和昆虫背气管的分布。

### 18世纪的进展

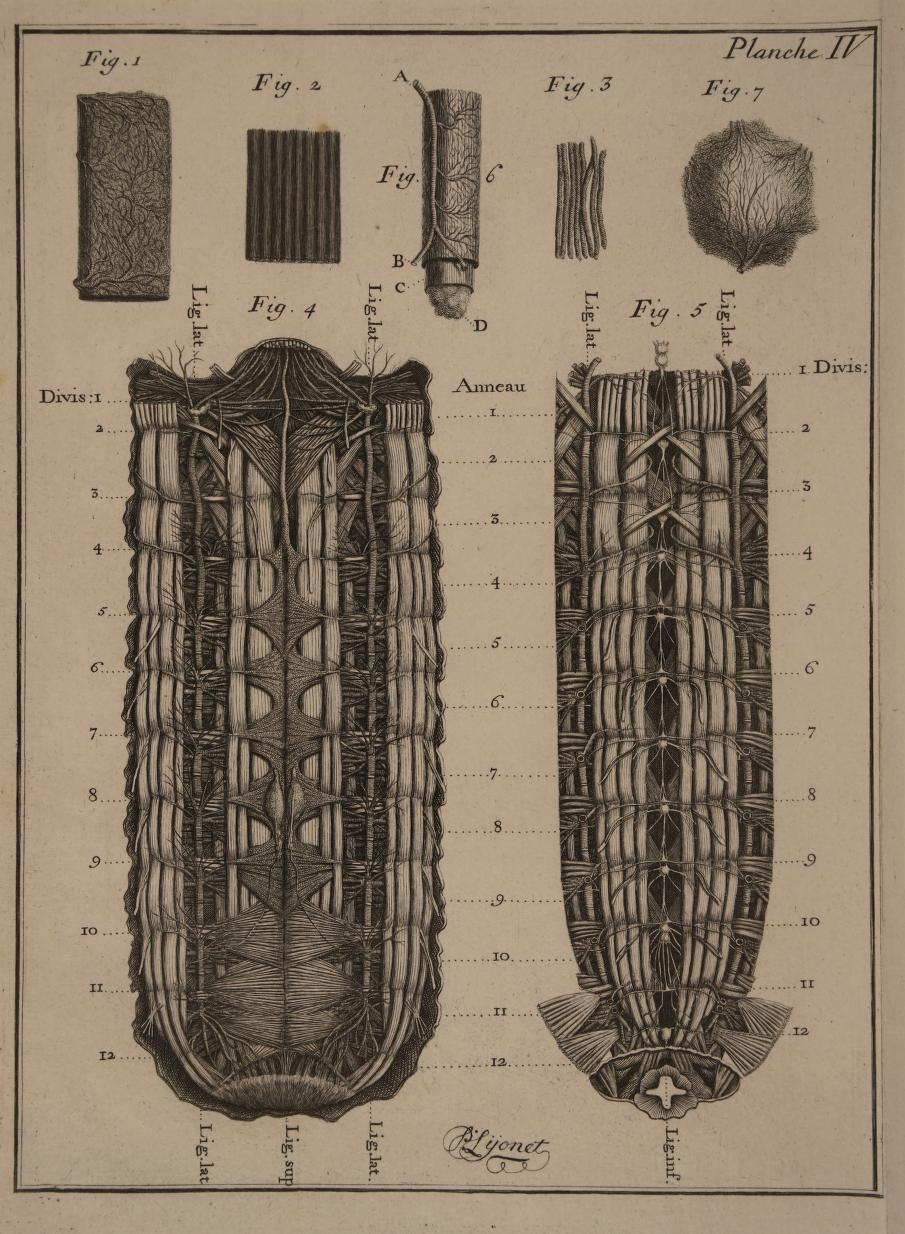
荷兰昆虫学家皮埃尔·莱昂尼特绘制的芳香木蠹蛾幼虫肌肉组织

18世纪，昆虫形态学者有奥古斯特‧约翰‧勒泽尔·冯·罗森霍夫（Johann Rösel von Rosenhof）、约翰·克里斯蒂安·法布里丘斯及皮埃尔·安德烈·拉特雷耶等人，他们主要关注昆虫分类学的研究，而非狭义的形态学。荷兰昆虫学家皮埃尔·莱昂尼特（Pierre Lyonnet）在1762年详细描述了芳香木蠹蛾（Cossus cossus）幼虫的肌肉组织，记录了其1647块肌肉结构，并首次发现围食膜。

### 19世纪至现代
19世纪，德裔阿根廷昆虫学家赫尔曼·布尔迈斯特（Carl Hermann Conrad Burmeister）出版了《昆虫学手册》（Handbuch der Entomologie）第一卷。20世纪初，法国昆虫学家路易斯·费利克斯·亨内吉（Louis Félix Henneguy）和意大利昆虫学家安東尼奧·柏累斯（Antonio Berlese）出版的昆虫学专著进一步推动了昆虫形态学的发展。
20世纪20至30年代，英国昆虫学家奥古斯塔斯·丹尼尔·伊姆斯 （Augustus Daniel Imms）的《昆虫学通论》（A General Textbook of Entomology）、美国昆虫学家罗伯特·埃文斯·斯诺德格拉斯（Robert Evans Snodgrass）的《昆虫形态学原理》（The Principles of Insect Morphology），以及德国昆虫学家赫尔曼·韦伯（Herrmann Weber）的多部昆虫学著相继出版。日本昆虫学家松田隆一在1960至70年代也相继出版了3本关于昆虫头部、胸部和腹部进化的著作。
20世纪末以来，随着扫描电子显微镜、透射电子显微镜、激光共聚焦显微镜及微型计算机断层扫描技术（Micro-CT）等的广泛应用，使得科学家能够更为精确地研究昆虫的微观结构和三维形态。

## 研究方法

### 固定

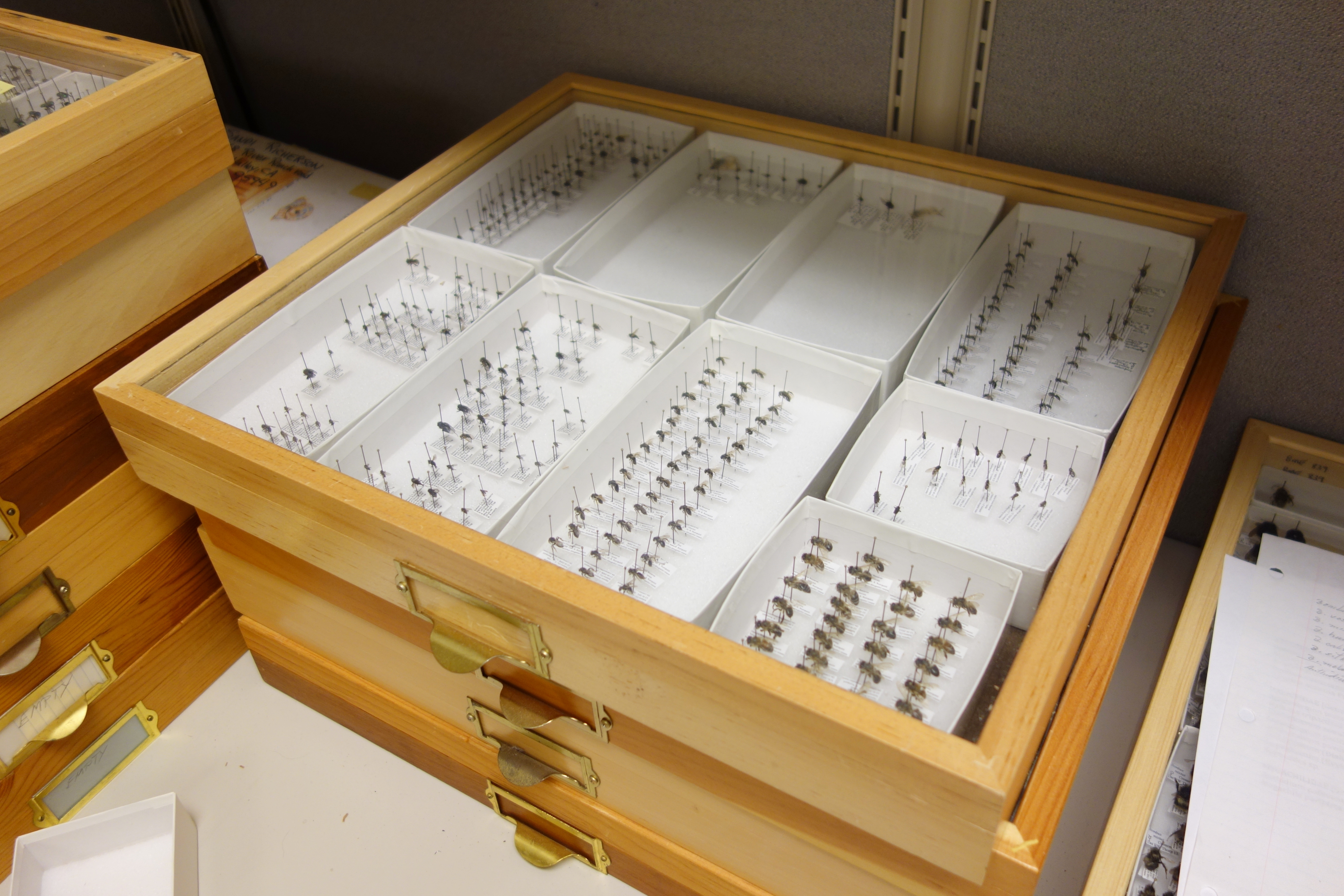
博哈特昆虫博物馆中收藏的已固定好的昆虫标本

固定是昆虫形态学研究的基础步骤，根据研究需求选择适当的固定方法。传统上常用乙酸乙酯杀死活体昆虫后干燥保存于标本盒中，适用于分类学研究及外骨骼和内骨骼的特征分析。然而该方法不利于解剖学和分子生物学研究。
常用的70-80%乙醇固定能在一定程度上保存软组织；用于高质量基因组测序的标本则需固定于95-100%乙醇中，但会使软组织脱水变脆。福尔马林-冰醋酸-乙醇（FAA，配比为6:1:10，若乙醇配比占17份，则称为Landowsky液）固定液适用于解剖、组织切片等；其他固定液还有卡尔溶液、布氏液、卡诺氏液等。

### 解剖
解剖是直接获取昆虫结构数据的重要方法，常用工具包括解剖针、刀片和细镊子。
解剖通常在甘油或酒精溶液中进行，观察气管时则可在水中进行，因气管中的空气在水中呈现出银白色。解剖肌肉组织时，使用亚甲基蓝液染色可增强对比度。解剖的结果通过绘图或者显微镜拍照的方式记录。

### 软化处理
软化处理通过溶解内部软组织以观察昆虫的几丁质骨骼结构。10%氢氧化钾溶液是最常用的试剂，处理后标本可存于甘油或70%乙醇中，或经过临界点干燥后用于扫描电子显微镜观察。其他的软化剂有氢氧化钠、乳酸、乳酸酚等。

### 组织学
组织学连续切片广泛用于分析昆虫内部特征。环氧树脂是常用的包埋介质，可提供0.5-1.5 μm的高质量切片，适合透射电子显微镜（TEM）观察。切片通常使用专用的切片机，以及玻璃刀或金刚石刀。
切片后使用细针或粘在细玻璃管上转移到显微镜载玻片上的水滴中进行观察。切片干燥后可进行染色并用封片剂保存。

### 绘图
绘图是展示昆虫形态学研究的重要手段，与现代摄影技术相结合能够更全面地展现研究结果。
传统绘图方法常在显微镜上加装绘图管边观察边手绘。数字绘图则先拍摄高质量数码照片，然后将照片导入到图像处理软件中使用矢量绘图工具勾画轮廓和细节，最后完成润色。

### 扫描电子显微镜

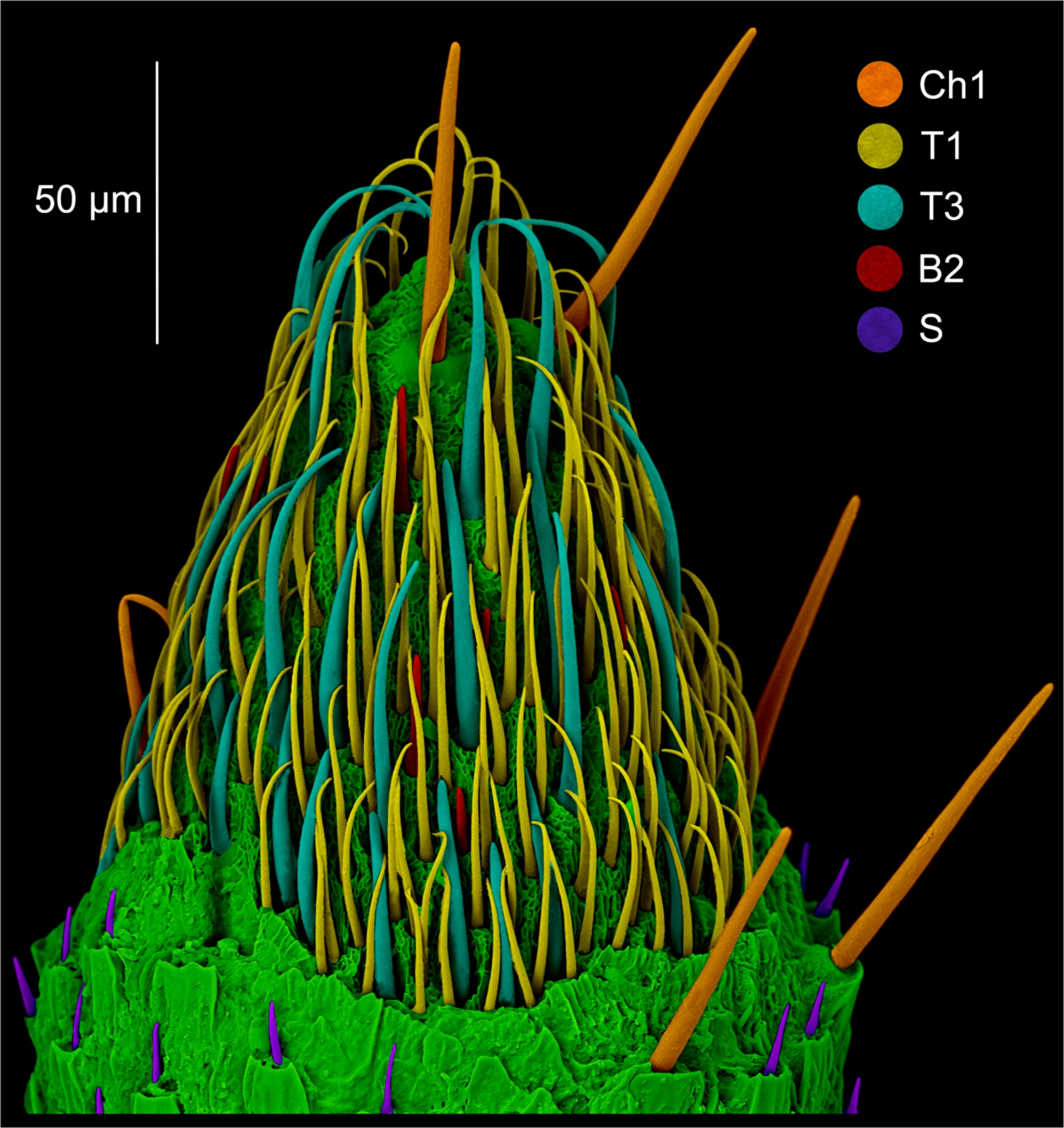
扫描电子显微镜成像的原扁蝽（Aradus betulae）触角上感觉器官的分布

扫描电子显微镜自1970年代以来广泛应用于昆虫体表结构研究。在准备样品的时，标本需要经过清洁、梯度脱水和临界点干燥处理，干燥后通过导电胶布固定在样品台上。在扫描前，用金、铂等导电材料在标本表面喷涂薄层以提高成像质量。
环境扫描电子显微镜还可在低真空下观察湿润甚至活体标本，无需导电涂层，适用于博物馆标本及模式标本研究。

### 透射电子显微镜
透射电子显微镜是研究昆虫细胞和组织超微结构的主要工具之一。
准备样品时，样品需经过固定、染色、树脂包埋及超薄切片等复杂工序，最终置于透射电子显微镜下观察。

### 序列切片表面扫描电镜
序列切片表面扫描电镜结合扫描电子显微镜表面成像与超薄切片技术，能够生成适合三维重建的连续超薄切片图像。该技术具有高三维分辨率和自动数据采集的特点，但仅适用于微型标本。
序列切片表面扫描电镜的样品制备与透射电子显微镜类似，但在树脂包埋之前染色、脱水，然后超薄切片，每切一片的同时会扫描图像，最后将得到的大量图像进行3D重建。

### 聚焦离子束扫描电子显微镜
聚焦离子束扫描电子显微镜配备高度聚焦的离子束，能够精确去除样品特定部位以研究其表面以下的结构。
样品制备类似扫描电子显微镜，重点在于固定和干燥步骤。

### 激光共聚焦扫描显微镜

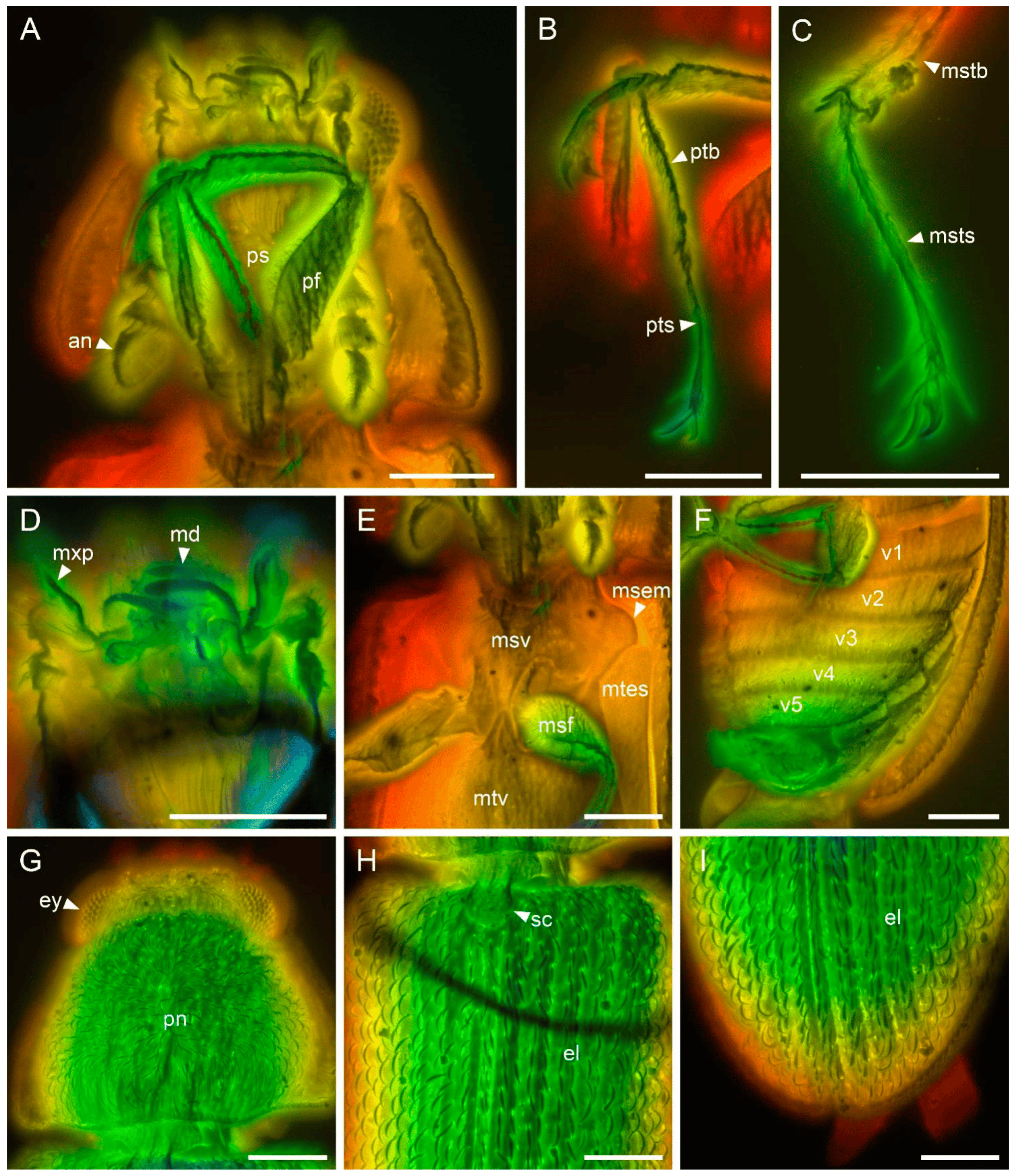
使用激光共聚焦扫描显微镜拍摄的琥珀内昆虫的细节特征

激光共聚焦扫描显微镜是一种研究昆虫特定结构的有效技术，其原理是利用几丁质和非硬化组织（如肌肉）的自发荧光成像，无需特殊固定或染色处理。通过结合不同激光波长，可以区分昆虫体内不同硬软部位。高质量的扫描可能需要几个小时，因而需要保持标本固定，否则会严重降低图像质量。

### 微型计算机断层扫描技术
微型计算机断层扫描技术通过高分辨率X射线成像，可快速获取昆虫的内部结构而不损伤样本。

### 三维重建技术
三维重建技术基于组织学切片、微型计算机断层扫描图像和激光共聚焦扫描显微镜数据等高质量形态学数据集，通过对图像的对齐和分割，可以构建昆虫内部组织或外部轮廓的三维模型，还可以生成供展示的3D打印模型。

### 景深合成

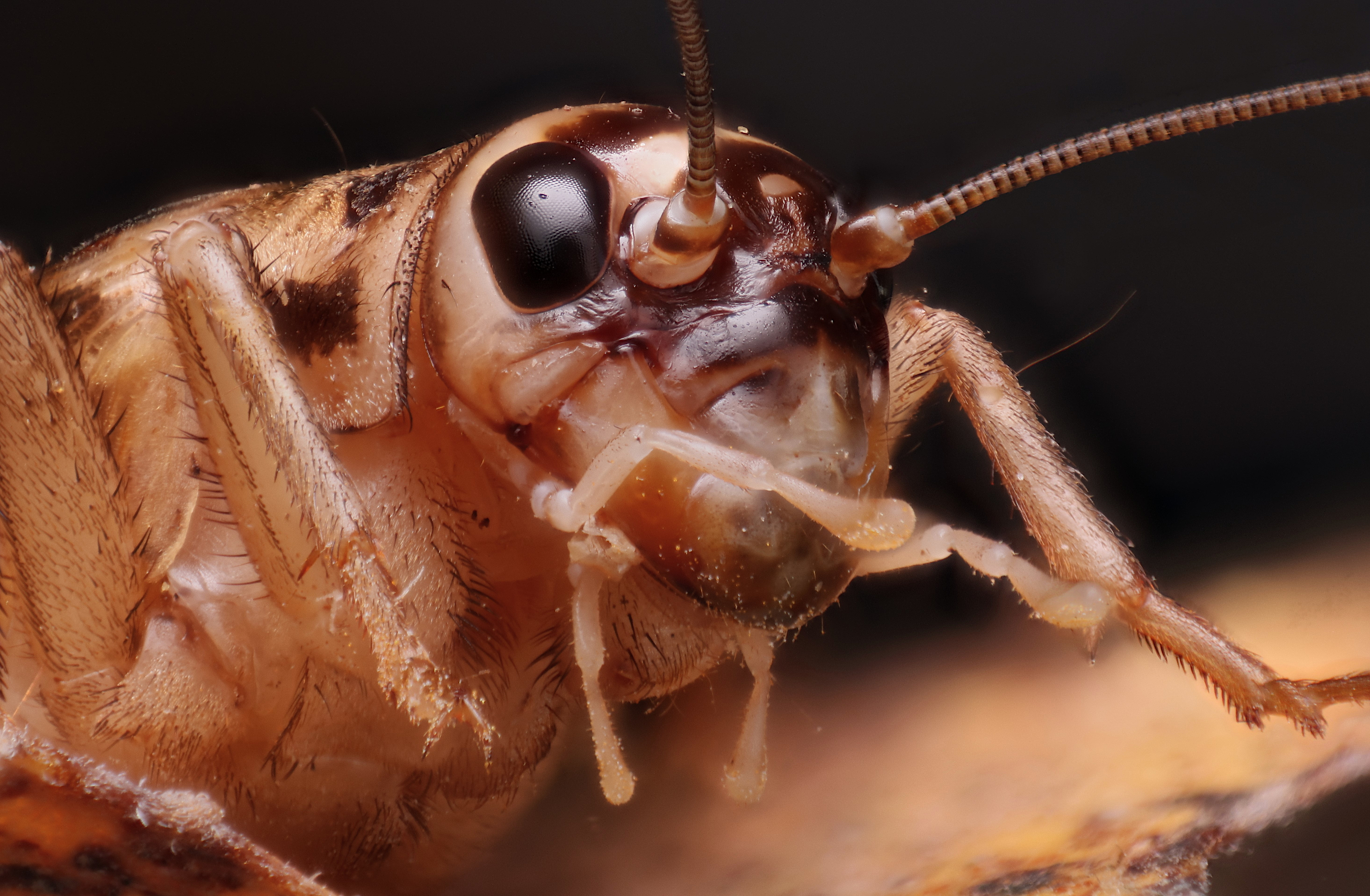
使用252张照片进行景深合成的家蟋蟀（Acheta Domesticus）头部照片

景深合成技术通过软件将不同焦点的多张照片合成为一张景深清晰的图像，以克服微距或显微摄影中景深有限的缺点。

### 几何形态学
几何形态学通过对昆虫形态特征的精确测量与分析，为分类学、种内变异、系统发育及化石研究提供重要依据。该方法常采用地标点法，将标记点信息矢量化后进行主成分分析、典型变量分析等数据处理。